# Осипов, Максим Николаевич
Максим Николаевич Осипов (род. 15 апреля 1980, Москва, СССР) — российский хоккеист, нападающий. Воспитанник московского ЦСКА. Мастер спорта Республики Беларусь международного класса (2015).

## Биография
Выступал за ЦСКА (1997—2000,2002—2003,2009—2010), «Крылья Советов» Москва(2000—2002,2010), «Нефтехимик» Нижнекамск (2003—2006), «Динамо» Москва(2006—2008), «Торпедо» Нижний Новгород (2008), «Рысь» Подольск (2008—2009), «Неман» (2010—2012) Гродно, Беркут.